# Макарово (Новоржевский район)
Макаро́во — деревня в Новоржевском районе Псковской области России. Входит в состав Новоржевской волости.
Расположена в 8 км к юго-востоку от города Новоржев.

## Население
| 2001 | 2002 | 2010 |
| ---- | ---- | ---- |
| 428  | ↘417 | ↘306 |

Численность населения деревни по состоянию на конец 2000 года составляла 428 жителей.

## История
С 1995 до 2015 года деревня была административным центром ныне упразднённой Макаровской волости.